# Zdeněk Patrman
Ing. Zdeněk Patrman (15. března 1927, Rohovládova Bělá – 23. května 2001) byl český statik. Vystudoval liberecké gymnázium a ČVUT v Praze. Od roku 1953 působil v Krajském projektovém ústavu Liberec, následně ve Stavoprojektu Liberec. Odtud musel roku 1960 odejít a stal se zaměstnancem Pozemních staveb Liberec. V roce 1964 si jej však architekt Karel Hubáček vyžádal zpět, aby se spolu mohli věnovat výstavbě hotelu s televizním vysílačem na vrchu Ještědu. Vedle ještědského projektu se podílel i na výstavbě vysílače na slovenské Križavě, na obchodním domě Máj v Praze, na rekonstrukci pražského Veletržního paláce, na skokanských můstcích a věži rozhodčích na Ještědu nebo na výstavbě rezidence českého velvyslanectví v maďarské Budapešti.

## Galerie

Některé realizace
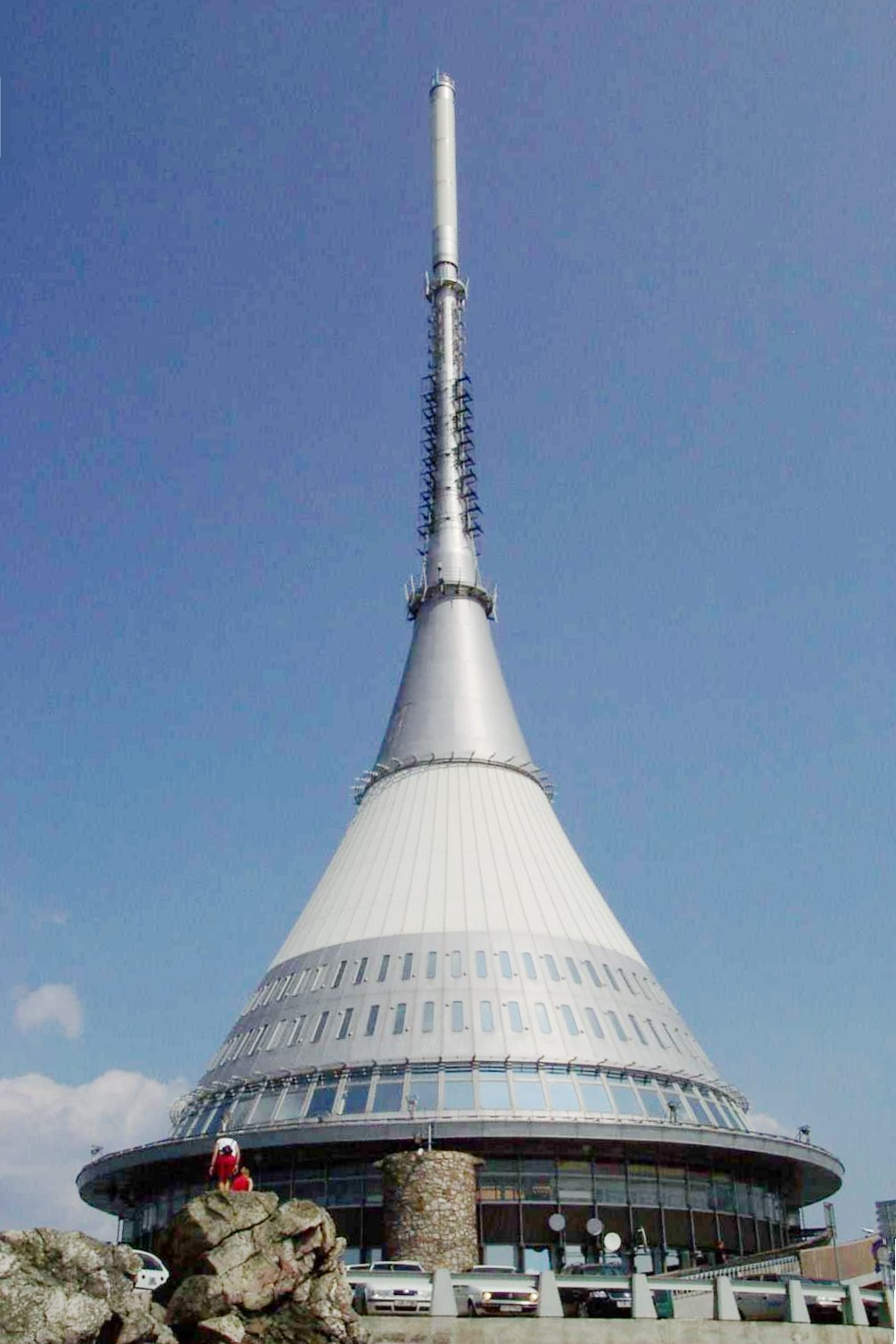
Televizní vysílač s hotelem na Ještědu
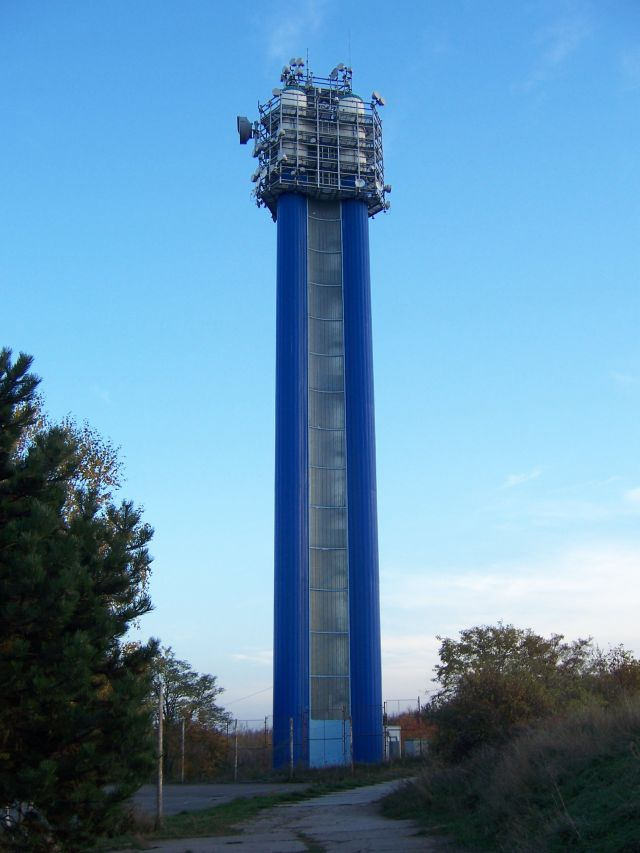
Vodárenská vyrovnávací věž Děvín v Praze
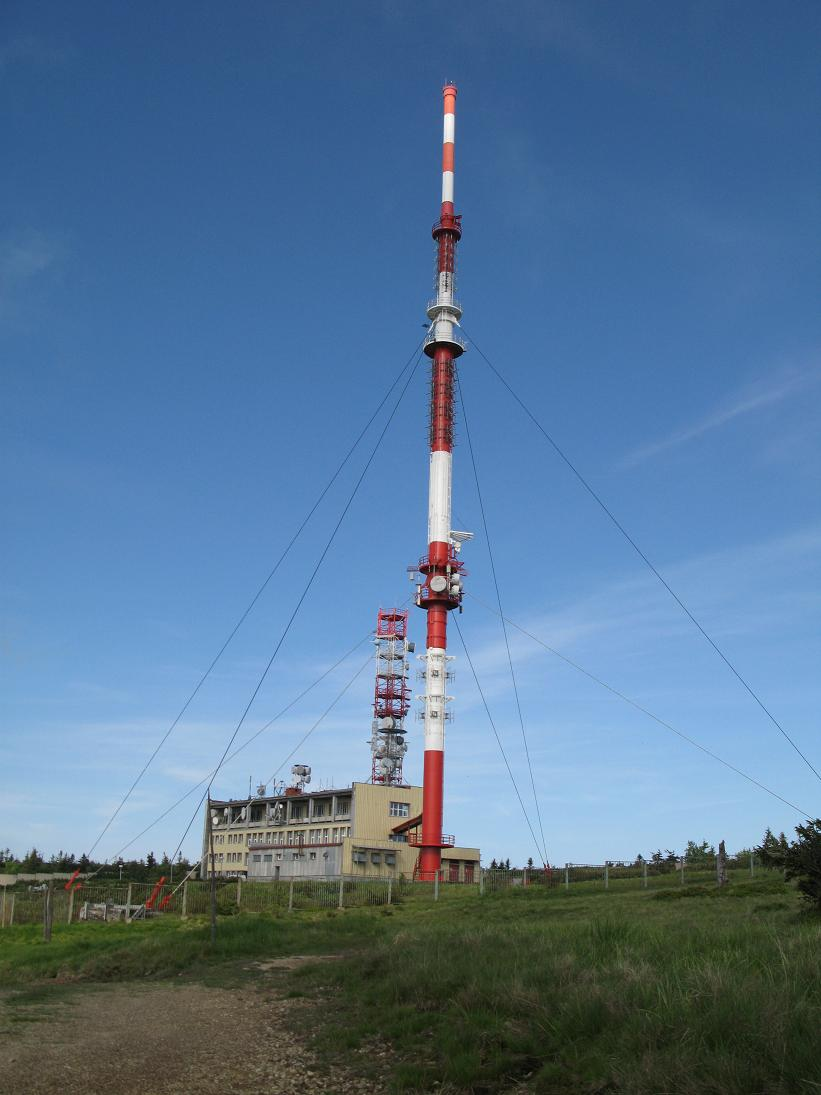
Vysílač na Križavě (Malá Fatra, Slovensko)